# Babulówka
Babulówka (Krzemienica; dawniej regionalnie znana jako Wisłoka lub Studzieniec) – rzeka, prawobrzeżny dopływ Wisły o długości 33,66 km i powierzchni zlewni 98,08 km². 
Wg PRNG, rzeka jest dolnym biegiem Złotki od miejsca ujścia do niej Szydłowca na południe od miejscowości Dębiaki. Wg mapy topograficznej z 1965 r., dostępnej w geoportalu, źródło Babulówki jest w Kosowach, Złotka jest jej dopływem i przepływa następnie przez Toporów, Dębiaki, Sarnów, Czajkową, Babule, Padew Narodową, Dymitrów Duży i Baranów Sandomierski. Ujście rzeki do Wisły znajduje się na północny wschód od Baranowa Sandomierskiego. Otoczona jest wałem przeciwpowodziowym.